# Ultra DMA
Les modes Ultra DMA ( Ultra Direct Memory Access, UDMA ) sont les méthodes les plus rapides utilisées pour transférer des données via l'interface de disque dur ATA, souvent opérées entre un ordinateur et un périphérique ATA. L'UDMA a succédé au DMA comme interface de choix entre les périphériques ATA et l'ordinateur. Il existe huit modes UDMA différents, allant de 0 à 6 pour ATA  et de 0 à 7 pour CompactFlash, chacun avec sa propre vitesse de synchronisation.

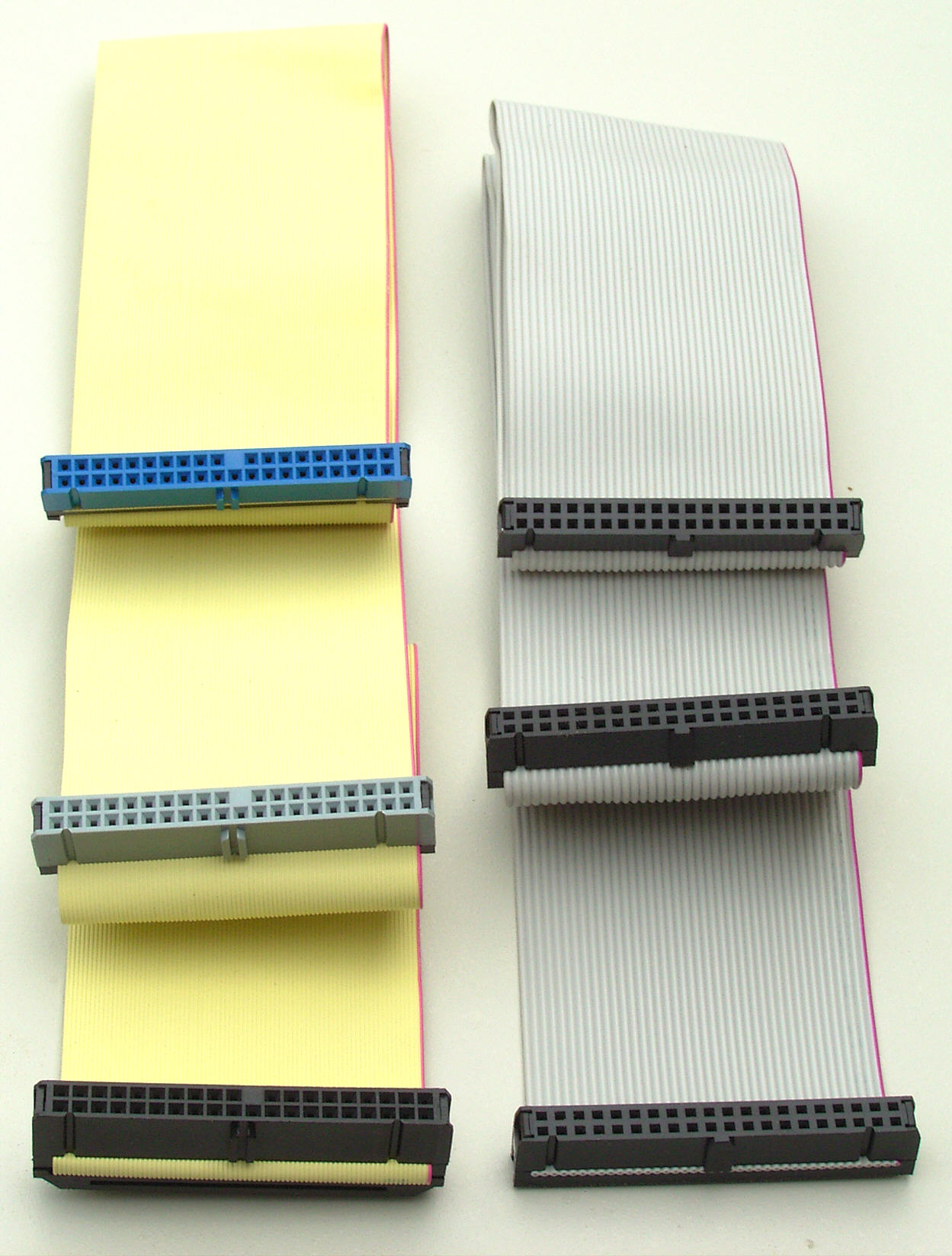
Câble à 80 conducteurs utilisé pour les modes plus rapides que l'UDMA 2 à gauche par rapport à un câble à 40 conducteurs à droite

Les modes plus rapides que le mode UDMA 2 nécessitent un câble à 80 conducteurs pour réduire les temps de stabilisation des données, réduire l'impédance et réduire la diaphonie.
| Mode | Aussi appelé   | Débit maximal de transfert (Mo/s) | Durée minimum de cycle | Définition du standard |
| ---- | -------------- | --------------------------------- | ---------------------- | ---------------------- |
| 0    |                | 16,7                              | 120 ns                 | ATA-4                  |
| 1    |                | 25,0                              | 0 80 ns                | ATA-4                  |
| 2    | Ultra ATA/33 0 | 33,3                              | 0 60 ns                | ATA-4                  |
| 3    |                | 44,4                              | 0 45 ns                | ATA-5                  |
| 4    | Ultra ATA/66 0 | 66,7                              | 0 30 ns                | ATA-5                  |
| 5    | Ultra ATA/100  | 100                               | 0 20 ns                | ATA-6                  |
| 6    | Ultra ATA/133  | 133                               | 0 15 ns                | ATA-7                  |
| 7    | Ultra ATA/167  | 167                               | 0 12 ns                | CompactFlash 6.0       |